# Konstandinos Kouis
Konstandinos Kouis (Dinos Kouis; grec: Ντίνος Κούης) va ser un futbolista grec dels anys 70 i 80.
Jugava de centrecampista i és considerat el millor jugador que ha defensat els colors de l'Aris de Salònica, club que defensà durant més de 15 anys. Jugà 473 partits a la lliga grega, marcant 142 gols. En fou màxim golejador la temporada 1981 amb 21 gols.
Amb la selecció grega disputà 33 partits. Només marcà 7 gols, però un d'ells fou el que li donà la victòria a la selecció el 15 d'octubre de 1980 enfront Dinamarca (0-1) a Copenhaguen.
Un cop retirat inicià tasques d'entrenador a clubs com Anagennisis Giannitsa, Olympiakos Volou, Kerkyra FC, Karditsa FC i Agrotikos Asteras.